# مريم بشارات
مريم أمين مصطفى بشارات (24 يونيو 2009-) هي لاعبة كاراتيه فلسطينية، من مدينة نابلس. حصلت على الميدالية الذهبية لبطولة العالم للكاراتيه فئة الشباب والناشئين، المقامة في مدينة البندقية في إيطاليا عام 2024، ضمن منافسات الإناث فوق 61 كغم، للمرة الأولى في تاريخ رياضة الكاراتيه في فلسطين. لتصبح المصنفة الثانية على مستوى العالم، وهي إحدى لاعبات برنامج الإعداد الأولمبي الذي تُشرف عليه اللجنة الأولمبية الفلسطينية.
توجت بالميدالية الذهبية في فئة (+61 كغم) ضمن منافسات بطولة الدوري العالمي للكاراتيه التي أُقيمت في إسبانيا بتاريخ 6 آبريل 2025.

## بطولاتها

### بطولة الدوري العالمي للكاراتيه 2025
فازت في مبارتها الأولى على لاعبة من سويسرا، وفي المباراة الثانية فازت على منافستها الإيطالية، واكتسحت في اللقاء الثالث نظيرتها الألمانية، وفي ربع النهائي فازت بنتيجة ـ8-2 على نظيرتها البلجيكية، وفازت في نصف النهائي على لاعبة منتخب لوكسمبورغ، وواجهت في النهائي لاعبة إيطاليا وحققت فوزاً كبيراً عليها بنتيجة بـ4-0.

### بطولة العالم للكاراتيه فئة الشباب والناشئين 2024
فازت في مباراتها الأولى على لاعبة البوسنة والهرسك بنتيجة 4-0، وفي ثمن النهائي 1-0 على نظيرتها السويسرية، وعلى لاعب منتخب بلجيكا في ربع النهائي بنتيجة 7-1، وفوزها في نصف النهائي على لاعبة منتخب إيطاليا بنتيجة 8-3، لتواجه اللاعبة المصرية رؤى محمد في النهائي وتفوز عليها بنتيجة 2-0.

### بطولات أخرى
- حصلت على ميدالية ذهبية وأخرى برونزية في الدوري العالمي للكاراتيه خلال شهري يونيو (حزيران) ويوليو (تموز) 2024.[7]

- توجت خلال شهر آب من العام 2024، بذهبية بطولة آسيا للكاراتيه التي أقيمت في العاصمة الفلبينية مانيلا.
- فوزها بذهبية بطولة الدوري العالمي التي احتضنتها مدينة لاكورونيا الإسبانية، نهاية شهر أيار 2024.

## جوائز مستلمة
في 7 ديسمبر 2024، منحها الرئيس محمود عباس ميدالية الإنجاز من وسام الرئيس محمود عباس. لحصولها على ميدالية ذهبية في بطولة العالم للكاراتيه.